# Pharmacie Lesage
La pharmacie Lesage est un monument de Douvres-la-Délivrande (Calvados), en France, construit dans les années 1900. 

## Localisation
La pharmacie est située 78 rue du Général-de-Gaulle à Douvres-la-Délivrande.

## Histoire
L'édifice a été construit en 1901 pour Georges Lesage (1861-1946), pharmacien et maire de la commune de Douvres-la-Délivrande, par l'architecte caennais François Rouvray. Les ferronneries ont été réalisées par Adolphe Marie, un artisan de Creully.
Durant ses mandats, dans la première moitié du XXe siècle, et pharmacien jusqu'à son décès, le maire Lesage a procédé à de nombreuses opérations d'investissements.
Les façades et les toitures de l'édifice ainsi que le décor intérieur ont été inscrits aux monuments historiques par un arrêté du 7 avril 1975.
Le propriétaire mécontent de la procédure de protection engagea un recours pour excès de pouvoir auprès du tribunal administratif de Caen, et fut débouté en juin 1979, considérant le bâtiment comme « l'ultime vestige d'une tendance architecturale très affirmée et caractéristique du début du siècle » et « témoignage complet d'une époque peu riche en arts divers dans la région ».

## Architecture
Le monument est bâti en calcaire, et selon un style éclectique, avec des éléments Art nouveau.
Le style Art nouveau est très peu représenté dans le département du Calvados.
L'édifice est une construction bourgeoise classique du début du XXe siècle mais des éléments très typiques de l'Art nouveau existent, les tuiles de la toiture et les ferronneries. L'entrée de l'édifice est modeste par rapport à la taille de la vitrine. L'édifice conserve un carrelage floral, des éléments de mobilier typiques et une balustrade en ferronnerie. 
Les vitraux polychromes de la verrière de l'entrée n'existent plus, cependant d'autres vitraux intérieurs ont été conservés.

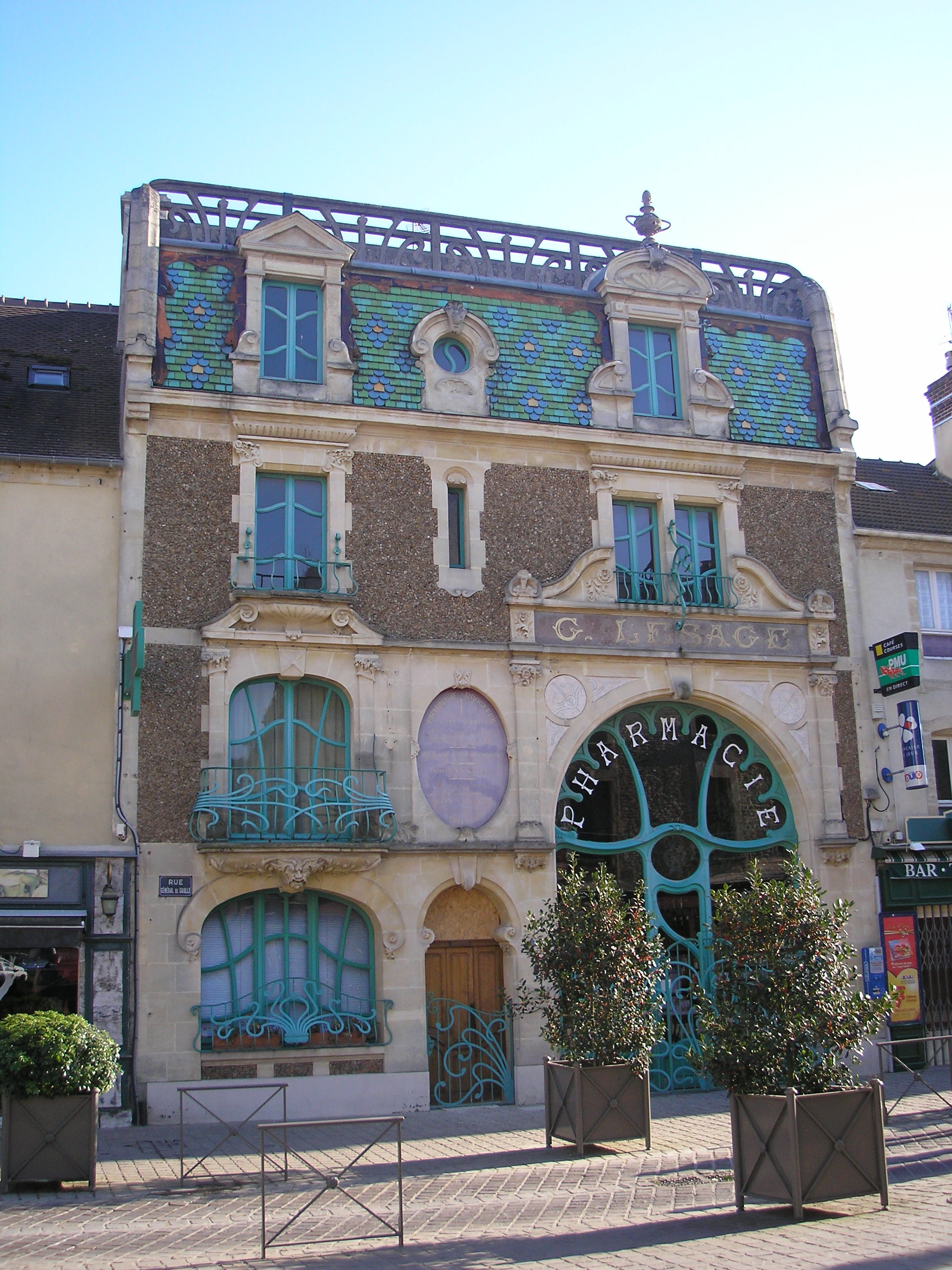
Vue générale
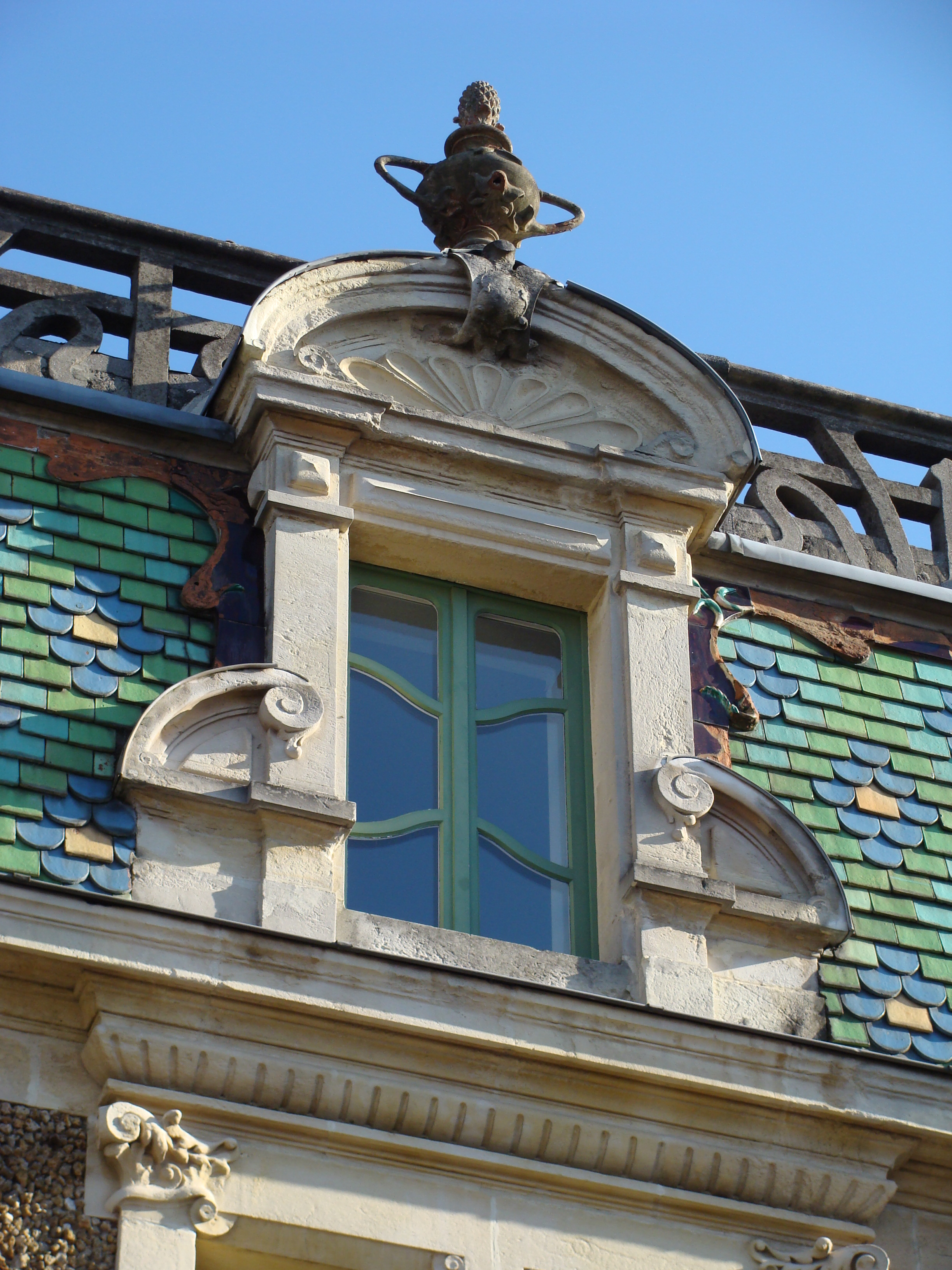
Fenêtre
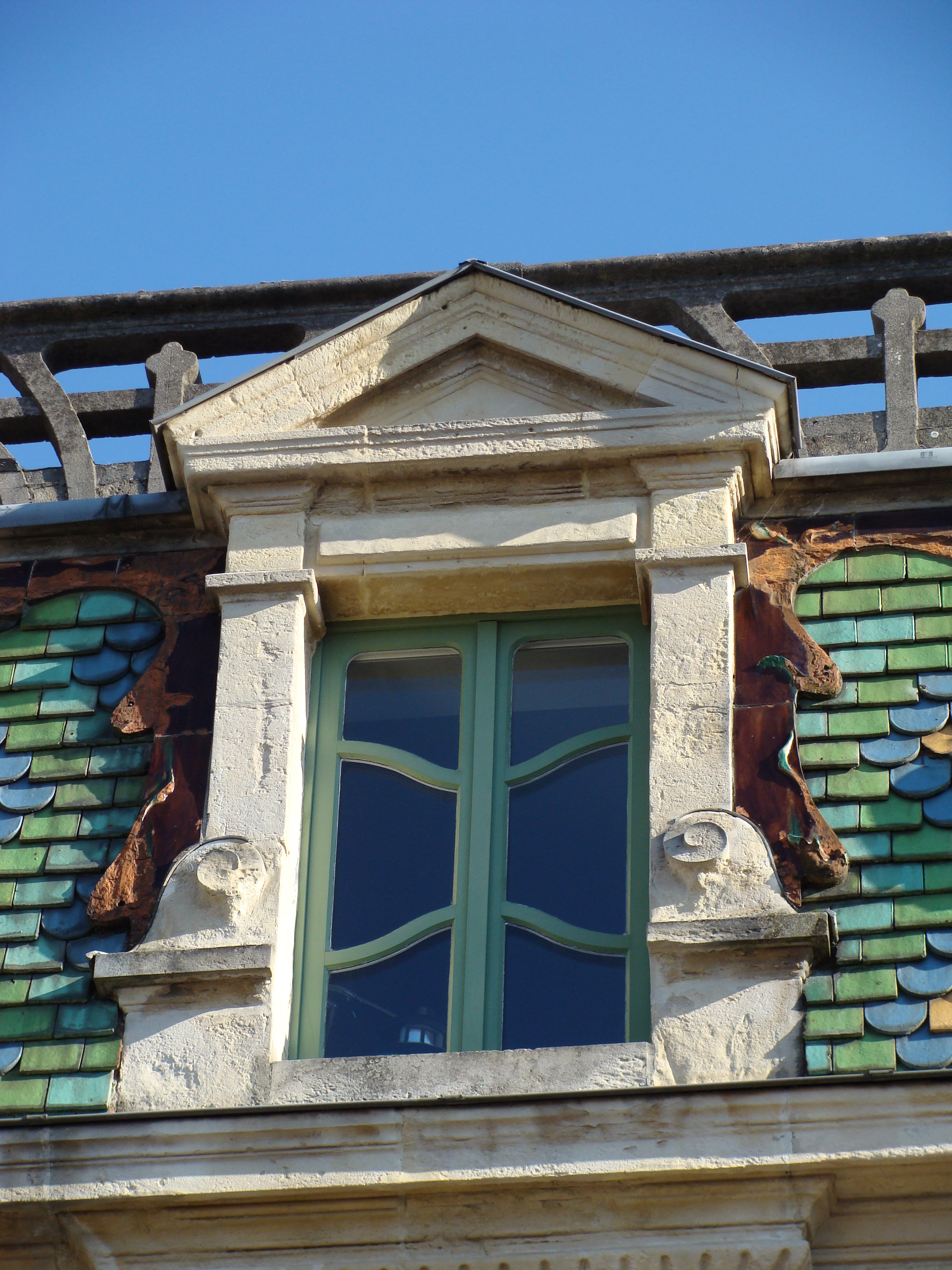
Fenêtre